# Rhyacophila velora
Rhyacophila velora är en nattsländeart som beskrevs av Donald G. Denning 1954. Rhyacophila velora ingår i släktet Rhyacophila och familjen rovnattsländor. Inga underarter finns listade i Catalogue of Life.